# Zandvliet (plaats)
Zandvliet is een Belgisch dorp dat onderdeel is van het Antwerpse district Berendrecht-Zandvliet-Lillo. Zandvliet was een zelfstandige gemeente tot 1958.

## Toponymie
De plaats wordt al in 1135 genoemd als Santflit. Dit betekent "bevaarbare vliet door het zand".

## Geschiedenis

### Voorgeschiedenis
De indijking van de Scheldepolders is gedocumenteerd vanaf 1037. In 1119 werd de Zoutendijk voltooid. In 1245 werd de Noordlandpolder ingedijkt. Van 1285-1416 volgden de Nieuwlandpolder, de Polder van Berendrecht en de Polder van Zandvliet. In 1768 werd nog de Kabeljauwpolder ingedijkt.

### Ancien Régime

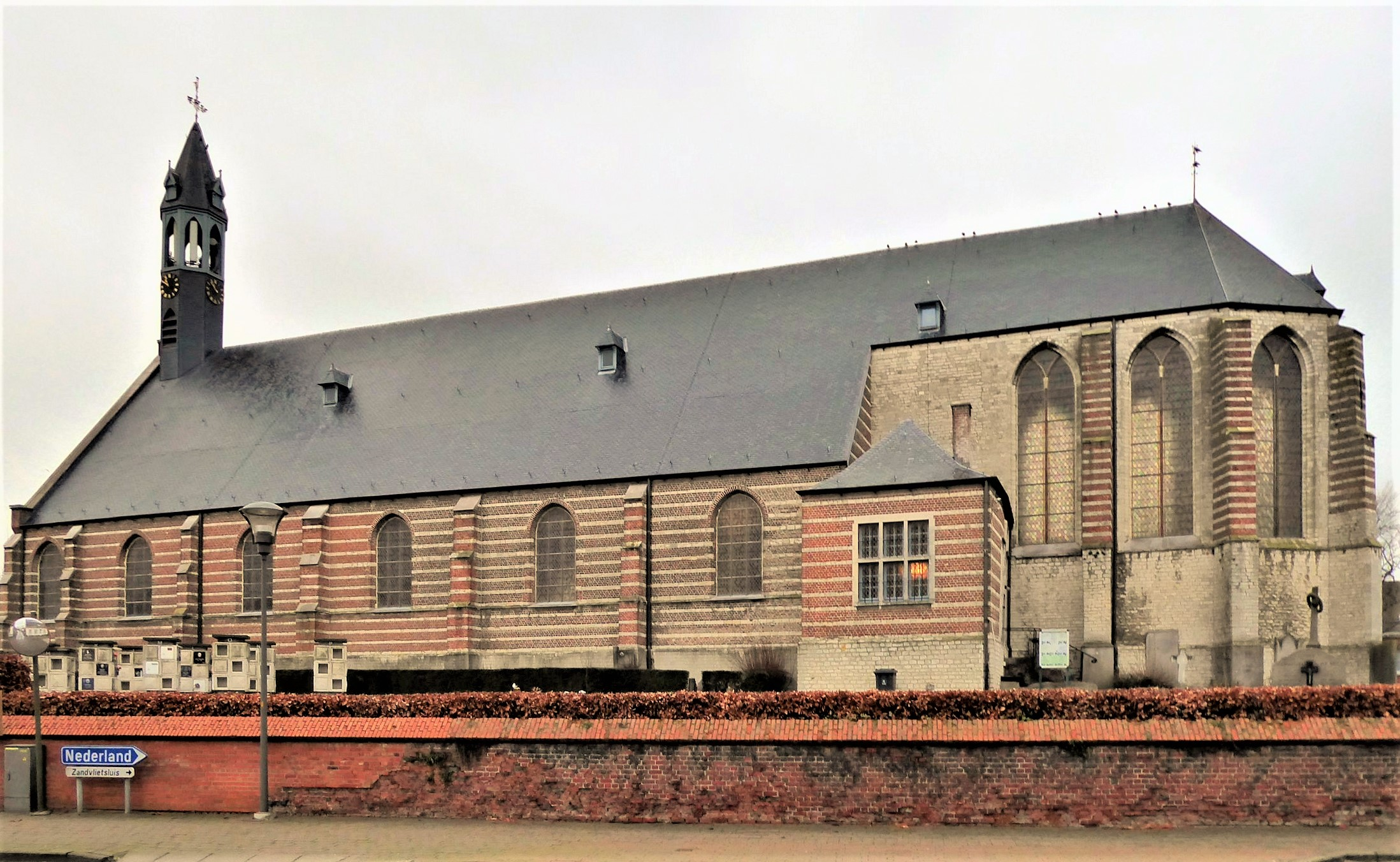
Sint-Gertrudiskerk, Zandvliet

Einde 11e eeuw, onder Godfried van Bouillon, was Zandvliet, toen Sandvliete genaamd, een kleine woonkern die een kapel bezat. In 1124 werd Zandvliet een zelfstandige parochie. Bestuurlijk en kerkelijk kwam Zandvliet onder bewind van het Sint-Michielskapittel te Antwerpen.
Zandvliet had niet alleen te lijden van overstromingen, maar ook van oorlogshandelingen zoals de strijd tussen het Graafschap Vlaanderen en het Hertogdom Brabant, met de Slag bij Zandvliet in 1357. Ook belegeringen van Antwerpen (1553-1555) waren van invloed op Zandvliet.
In 1622 liet de Spaanse veldheer Ambrosius Spinola een schans met zeven bolwerken rondom Zandvliet bouwen. De vesting diende om Antwerpen beter te kunnen verdedigen tegen de Noordelijke Nederlanden. De werken namen zes jaar in beslag en gaven het dorp het uitzicht van een vestingstad. Aan het begin van de achttiende eeuw verjoegen de Fransen de Spanjaarden definitief uit Zandvliet waarna de vesting werd geslecht. In het stratenpatroon van Zandvliet kan men nu nog grotendeels het tracé terugvinden van de toenmalige vesting (Conterscherp, Zuidvest, Begijnhoeve).
De kerk van Zandvliet werd meermaals verwoest tijdens de oorlogen tegen Spanje. Zij werd in 1648 herbouwd door de abt van de Sint-Michielsabdij te Antwerpen, die in 1674 van Karel II de heerlijkheden Santvliet en Beirendrecht had gekregen, met hoge en lage rechtsmacht. De kerk is gewijd aan Sint Gertrudis (Geertrui).

### Moderne tijd
Nadat België in 1830 onafhankelijk was geworden, werd J. Bril de eerste Belgische burgemeester van Zandvliet. In 1887 werd tussen Antwerpen en Bergen op Zoom een tramlijn op kaapspoor aangelegd die ook Zandvliet aandeed. Op de lijn werden hoofdzakelijk suikerbieten naar Bergen op Zoom vervoerd, maar er vond ook personenvervoer plaats. Kort na de Eerste Wereldoorlog werd het Belgische deel van dit spoor versmald naar meterspoor. Op de grens van België en Nederland moest voortaan aan de halte Kabeljauw overgeladen en overgestapt worden van kaapspoor op meterspoor.
In 1958 werden Berendrecht, Zandvliet en Lillo bij Antwerpen gevoegd en werd het polderlandschap grotendeels onteigend voor de havenuitbreiding. Sinds de decentralisatie van 2000 gaan deze drie oude gemeenten die het postnummer 2040 delen samen als het district Berendrecht-Zandvliet-Lillo of BeZaLi door het leven. De afkorting BeZaLi is in het verleden vaak gebruikt door de media, zoals kranten en tv-zenders. De inwoners van Berendrecht-Zandvliet-Lillo zijn trots op de namen van "hun" dorpen, en wensen dan ook de nadruk te leggen op de volledige naam van het district, zodat de dorpsnamen nooit vergeten zullen worden. De naam Zandvliet is daarnaast bekend gebleven, dankzij de vernoeming van een van de grootste zeesluizen ter wereld, de Zandvlietsluis (1967).

## Demografische ontwikkeling
- Bronnen:NIS, Opm:1831 tot en met 1947=volkstellingen

## Bezienswaardigheden
- De Sint-Gertrudiskerk
- De Zandvlietsluis
- De Boodschapper, stenen beeld door Ossip Zadkine, 1955, nabij de sluis.

## Natuur en landschap
Zandvliet ligt in het Scheldepoldergebied. In het westen ligt de Schelde. Direct ten westen van de dorpskom vindt men de Schelde-Rijnverbinding van waar men toegang heeft tot de Kanaaldokken van de Haven van Antwerpen. Tussen het kanaal en de Schelde ligt een groot chemisch industriecomplex van BASF. Ten oosten van Zandvliet liggen bossen en heidevelden op pleistoceen, die zich voortzetten op Nederlands grondgebied. In het noorden liggen polders, zoals de Kabeljauwpolder en de Nieuw-Noordlandpolder, en in het zuiden vindt men de kom van Berendrecht. Aan de oevers van de Schelde vindt men het Groot Buitenschoor, dit zijn buitendijkse brakwatergetijdenschorren en -slikken.

## Verkeer en vervoer
Nabij Zandvliet ligt de grensovergang tussen Nederland en België, waar de Nederlandse A4 overgaat op de Belgische A12 en vice versa, het is een belangrijke autosnelwegverbinding voor het verkeer tussen Rotterdam en Antwerpen. Hedendaags wordt de voormalige overgang gebruikt als op- en afrit voor Zandvliet en de Antwerpse Haven. Daarnaast is het terrein geschikt als parkeerplaats, al is dit niet specifiek aangegeven.

## Cultuur

### Ganzenrijden
Elk jaar wordt er het ganzenrijden beoefend. Dit is een folkloristisch evenement waarbij het de bedoeling is om als ruiter onder een galg door te rijden en de kop van een gans af te trekken die aan deze galg hangt. De winnaar (degene die de kop getrokken heeft, de koning), mag zich nadien meten met de koningen van de omliggende gemeenten. De winnaar daarvan mag zich gedurende een jaar de Keizer noemen. Tijdens het Keizerschap komen de koningen van de laatste 3 jaar van ieder dorp samen om voor de Keizerstitel te strijden. Het Keizerschap wordt steeds gereden in het dorp van de oud-keizer.
De Zandvlietse vereniging van het ganzenrijden heet "Vermaak Na Arbeid". Deze VZW is opgericht in 1926. In 1957 splitste de vereniging op vanwege een te groot ledenaantal. De vereniging werd opgesplitst in enerzijds Jonge Ruiters en anderzijds Veteranen. Het uniform of kiel is een rood-wit geruite kiel met een rode (Jonge Ruiters) of witte (Veteranen) sjaal. Het ganzenrijden vindt plaats op de Botermarkt Dit evenement wordt elk jaar georganiseerd tijdens het weekend voor Carnaval. Op deze dag, die ook wel dollen destag wordt genoemd, worden de twee kersverse koningen gevierd in het dorp.

### Bijnaam
De inwoners van Zandvliet staan ook onder hun bijnaam "Kieviten" bekend.

## Geboren in Zandvliet
- Nicaise De Keyser een Vlaamse kunstschilder.

## Nabijgelegen kernen
Berendrecht, Ossendrecht